# Aetheolaena cuencana
Aetheolaena cuencana es una especie de planta de la familia Asteraceae endémica en Ecuador.
Su hábitat natural son bosques subtropicales o tropicales, sobre todo bosques montanos y matorrales subtropicales o tropicales altos. Está acechado por pérdida de su hábitat.

## Fuente
1. ↑  Montúfar, R. & Pitman, N. (2003). «Aetheolaena cuencana». Lista Roja de especies amenazadas de la UICN 2015.4 (en inglés). ISSN 2307-8235. Consultado el 23 de febrero de 2016.

- Datos: Q4688660